# Kanton Volkmarsen
Der Kanton Volkmarsen war eine Verwaltungseinheit im Distrikt Kassel des Departement der Fulda im napoleonischen Königreich Westphalen. Hauptort des Kantons und Sitz des Friedensgerichts war die Stadt Volkmarsen im heutigen Landkreis Waldeck-Frankenberg. Der Kanton umfasste neben der Stadt Volkmarsen sechs weitere Gemeinden, war bewohnt von 5092 Einwohnern und hatte 917 Feuerstellen (Wohneinheiten) auf einer Fläche von 1,82 Quadratmeilen, was umgerechnet etwas über 100 km² entspricht.
Zum Kanton gehörten die Gemeinden
- Volkmarsen (Stadt)
- Breuna
- Calenberg
- Germete
- Rhöda
- Welda und
- Wormeln.

Volkmarsen, Breuna und Rhöda hatten bis 1807 zur Landgrafschaft Hessen-Kassel gehört und fielen 1813/14 an deren Nachfolger, das Kurfürstentum Hessen, zurück. Calenberg, Germete, Welda und Wormeln hatten bis 1803 zum Hochstift Paderborn und anschließend bis 1807 zu Preußen gehört. Diese vier Gemeinden fielen 1813/14 an Preußen zurück und kamen 1816 zum neuen Kreis Warburg.